# Mike Sherman
Michael Francis Sherman, né le 19 décembre 1954, est un entraîneur et ancien joueur de football américain.
Son plus récent poste a été celui d'entraîneur principal des Alouettes de Montréal de la Ligue canadienne de football (LCF) en 2018. Il a aussi été l'entraîneur principal des Packers de Green Bay de la National Football League (NFL) (2000-2005). Sherman permet aux Packers d'afficher un bilan positif pendant cinq saisons consécutives (2000-2004), remportant trois titres de division (saisons 2002, 2003 et 2004).
Il a également été entraîneur principal des Aggies de l'université A&M du Texas (2008 à 2011) au sein de la NCAA Division I FBS.
En NFL, il a également été coordinateur offensif pour les Seahawks de Seattle, assistant entraîneur principal et coordinateur offensif chez les Texans de Houston et coordinateur offensif chez les Dolphins de Miami.
Avant d'entraîner en NFL, il a été entraîneur adjoint dans cinq universités différentes, notamment chez les Aggies de Texas A&M, où il dirige la ligne offensive pendant sept saisons.
Il est l'un des rares entraîneurs à avoir été entraîneur principal au niveau lycéen, universitaire et professionnel tant en NFL qu'en LCF.